# Lepiarkowate
Lepiarkowate (Colletidae) - rodzina z nadrodziny pszczół (Apoidae), do której należy pięć podrodzin, ok. 54 rodzaje i ok. 2000 gatunków. W Polsce stwierdzono występowanie 41 przedstawicieli tej rodziny (stan na 2003). Najwięcej z nich żyje na kontynencie australijskim. W strefie umiarkowanej półkuli północnej występują tylko 2 rodzaje:
lepiarka (Colletes) i samotka (Hylaeus).

## Charakterystyka rodziny lepiarkowatych
Lepiarkowate to pszczoły obejmujące rodzaje o wielkości od kilku do ok. 15 mm. Gnieżdżą się w ziemi lub pustych łodygach roślin. Ich języczek jest krótki (do 4 mm) i szeroki, na końcu rozdwojony.  Niektóre rodzaje lepiarkowatych odznaczają się brakiem owłosienia. Najnowsze badania wykazały, że rodzina ta nie jest, jak dotąd myślano, najbardziej prymitywną, ale najbardziej zaawansowaną ewolucyjnie (cechy, które uważano za odziedziczone po grzebaczowatych, jak krótki języczek, okazały się być adaptacjami do specyficznego sposobu konstrukcji gniazda). 

## Podrodziny irodzaje
- Colletinae
  - lepiarki (Colletes)
    - Colletes cunicularius
    - Colletes daviesanus
    - Colletes hederae
    - Colletes succinctus
- Hylaeinae
  - samotki (Hylaeus = Prosopis)
- Diphaglossinae
- Euryglossinae
- Xeromelissinae